# Cristian García Ramos
Cristian García Ramos (Tarrasa, Barcelona, 27 de diciembre de 1981). Es un exfutbolista y entrenador de fútbol español que jugó en la posición de defensa y actualmente dirige al Centre d'Esports L'Hospitalet de la Tercera División RFEF.

## Trayectoria

### Como jugador
Tras pasar por el Poli Ejido y por el Cádiz CF donde militó 3 temporadas, en la temporada 2006-2011 llega a las filas de la SD Ponferradina donde no consigue el objetivo de la permanencia, produciéndose el descenso de categoría a la Segunda División B del fútbol español.
En la temporada 2011/2012 llega a las filas del Córdoba CF. En esta primera temporada 2011-2012 con el Córdoba Club de Fútbol se clasifica para disputar las eliminatorias de ascenso a la máxima categoría del fútbol español, aunque finalmente no se consumó el ascenso. Cristian sufre una grave lesión que le tiene prácticamente toda la temporada sin poder participar con su club, pudiendo participar solamente en 3 partidos al comienzo de la temporada. En su segunda temporada con el Córdoba Club de Fútbol volvió de su lesión convirtiéndose en un miembro importante de la plantilla, siendo su contrato ampliado por tres temporadas más.
En 2013 fichó por el CE Sabadell de la Segunda División Española donde jugó 1 temporada y quedó en 9 posición. En la 2014-2015 jugó en el CD Tenerife donde quedó en 17 posición al borde del descenso.
Una temporada más tarde ficharía por el Terrassa FC donde jugó la temporada 2015-2016 y 2016-2017, retirándose a los 35 años de edad.

### Como entrenador
En la temporada 2016-17, siendo su última temporada como jugador, la compaginaría con el cargo de secretario técnico del Terrassa FC.
En la temporada 2017-18, firma como entrenador del Terrassa FC de la Tercera División de España para sustituir a Agustín Vacas. Cristian dirigió al club egarense hasta mayo de 2019.
El 8 de febrero de 2021, se hace cargo del UE Sant Andreu de la Tercera División RFEF.
El 16 de junio de 2021, firma por el Centre d'Esports L'Hospitalet de la Tercera División RFEF.

## Clubes

### Como jugador
| Club                | País   | Año       |
| ------------------- | ------ | --------- |
| Terrassa FC         | España | 1999-2005 |
| Polideportivo Ejido | España | 2005-2007 |
| Cádiz CF            | España | 2007-2010 |
| SD Ponferradina     | España | 2010-2011 |
| Córdoba CF          | España | 2011-2013 |
| CE Sabadell         | España | 2013-2014 |
| CD Tenerife         | España | 2015-2016 |
| Terrassa FC         | España | 2016-2017 |

### Como entrenador
| Club                          | País   | Año              |
| ----------------------------- | ------ | ---------------- |
| Terrassa FC                   | España | 2017-2019        |
| UE Sant Andreu                | España | 2021             |
| Centre d'Esports L'Hospitalet | España | 2021-Actualmente |